# The Savings Bank

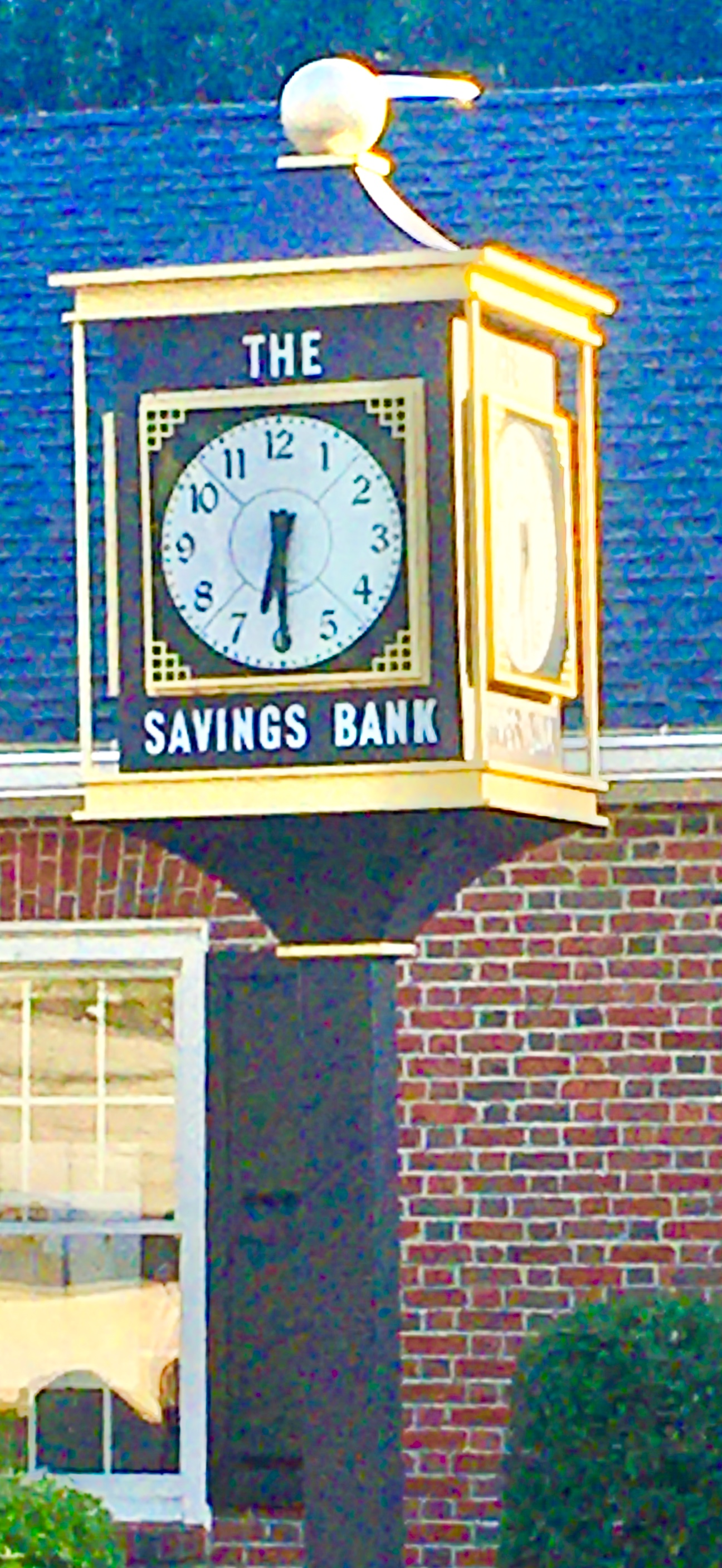
Torre de reloj distintiva de las sucursales de The Savings Bank.

The Savings Bank ( anteriormente Wakefield Savings Bank ) es una compañía mutua o mutualidad con sede en Wakefield, Massachusetts y fundada en 1869. Es uno de los bancos mutuales más antiguos de Estados Unidos. The Savings Bank es una compañía subsidiaria de Wakefield Bancorp, MHC y tiene más de $780 millones en activos, 9 sucursales y presta servicios en las localidades de Wakefield, Lynnfield, Andover, Methuen y North Reading.

## Historia

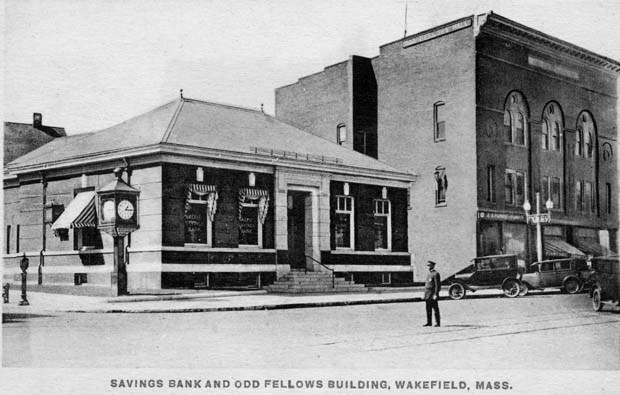
Postal antigua en la que puede verse una oficina del Wakefield Savings Bank en 1895.

The Savings Bank nació a principios de 1869 a iniciativa de Cyrus Wakefield, quien, junto con otros empresarios locales, solicitó autorización para abrir un banco de ahorros o mutualidad en Wakefield, Massachusetts. El banco comenzó con una sola oficina en 1869 bajo la marca Wakefield Savings Bank.
Cien años después, en 1989, Wakefield Savings Bank continuaba activo y cambió su nombre por el de The Savings Bank para obtener el reconocimiento nacional e internacional. En 1985, The Savings Bank pasó a formar parte de la FDIC, que le asignó el número de certificación FDIC 90291. En 1997, se creó el Departamento de Fideicomiso y el banco amplió su cartera de servicios para incluir la gestión patrimonial. En 2005, The Savings Bank adquirió First Financial Trust, NA.
A principios de 2013, The Savings Bank solicitó a la División de Bancos y a la Junta de Incorporación de Bancos, de conformidad con los capítulos 167A y 167H de las Leyes Generales de Massachusetts, permiso para reorganizarse en una sociedad de cartera mutua.  El 30 de abril de 2013, The Savings Bank se reorganizó en una sociedad de cartera mutua, Wakefield Bancorp, MHC, con una sociedad de cartera de nivel medio, Wakefield Bancorp, Inc. En 2019, el banco celebró su 150 aniversario. En 2021, The Savings Bank lanzó su programa de educación financiera para estudiantes.
A principios de 2023, The Savings Bank amplió la oficina principal del banco en 357 Main Street. La ampliación constaba de dos pisos para los departamentos de Banca Comercial, Recursos Humanos, Capacitación, Instalaciones y el departamento de IT. En junio de 2023, The Savings Bank cambió la dirección de su sitio web a www.tsbdirect.bank.

## Compromiso social
En 1997, The Savings Bank compró y restauró el edificio Odd Fellows, que sufrió graves daños en un devastador incendio en 1997.  Ese año, The Savings Bank creó la Charitable Foundation, Inc., que apoya a organizaciones sin ánimo de lucro cuyo principal objetivo son los refugios para personas sin hogar, los pobres y los ancianos.
En 2001, The Savings Bank creó la Fundación Donald E. Garrant, Inc. en homenaje a la memoria de Don Garrant, expresidente y director ejecutivo de la entidad entre 1980 y 1992. La fundación apoya proyectos en escuelas públicas y privadas. Desde su fundación, The Savings Bank Charitable Foundation y la Fundación Donald E. Garrant juntas han donado más de $1 millón de dólares a iniciativas comunitarias. El banco también recaudó donaciones para ayudar a la Primera Iglesia Bautista. 

## Reconocimientos
En 2006, The Savings Bank recibió el premio Amigo de la Educación Pública de la Asociación de Comités Escolares de Massachusetts. En 2020, The Savings Bank recibió el premio Winner #2 Choice en la categoría Community Bank / Credit Union en los Wicked Local Reader's Choice Awards. En marzo de 2021, The Savings Bank ganó dos premios regionales de la Asociación de Marketing Financiero de Nueva Inglaterra.